# 2014年の鉄道
2014年の鉄道（2014ねんのてつどう）とは、2014年（平成26年）に起こった鉄道関係の出来事をまとめたページである。
2013年の鉄道 - 2014年の鉄道 - 2015年の鉄道

## 出来事の一覧

### 1月
- 1月9日
  - 台湾鉄路管理局
    - （新駅開業） 海科館駅（深澳線）
- 1月10日
  - 台湾鉄路管理局
    - （新駅開業） 仁徳駅（縦貫線）
- 1月（導入日不明）
  - 小田急電鉄・箱根登山鉄道（鋼索線を含む）
    - （駅ナンバリング導入） 全線全駅[1]

### 2月
- 2月23日
  - 新京成電鉄
    - （駅ナンバリング導入） 新京成線全駅[2]

### 3月
- 3月1日
  - 四国旅客鉄道
    - （ICOCA導入） 予讃線 高松駅 - 多度津駅間各駅（高松駅・坂出駅・児島駅は既に導入）[3][注 1]

  - 神戸新交通
    - （相互利用開始）10種のIC相互利用開始[4]。
- 3月15日
  - 北海道旅客鉄道
    - （駅廃止） 竜飛海底駅、吉岡海底駅、知内駅（海峡線〈津軽海峡線〉） [5][6][7][8]

  - 東日本旅客鉄道
    - （駅廃止） 西仙台ハイランド駅、八ツ森駅（仙山線）[9]

  - 西日本旅客鉄道
    - （常設駅化） 婦中鵜坂駅 ← （臨）婦中鵜坂駅（高山本線）[10]

  - 日本貨物鉄道
    - （路線休止） 東北本線貨物支線（北王子線） 田端信号場駅 - 北王子駅 (4.0km)[11]
    - （駅休止） 北王子駅（北王子線）[11]

  - 青い森鉄道
    - （新駅開業） 筒井駅（青い森鉄道線 東青森駅 - 青森駅間）[12]
- 3月21日
  - 山陽電気鉄道
    - （相互利用開始）10種のIC相互利用開始[13]。
- 3月22日
  - 阪神電気鉄道・近畿日本鉄道
    - （特急運行開始） 阪神三宮 - 近鉄賢島[14]
- 3月28日
  - 熊本市交通局（路面電車）
    - でんでんnimoca導入

  - ブダペスト交通会社
    - ハンガリーのブダペスト地下鉄4号線(ケレンフェルド駅-ブダペスト東駅,7.4km)
- 3月29日
  - 万葉線
    - （駅移転・駅名改称） 高岡駅停留場 ← 高岡駅前停留場（高岡軌道線、改称と同時に高岡駅寄りに0.1km延伸・移転）[15]
    - （駅名改称） 急患医療センター前停留場 ← 本丸会館前停留場（高岡軌道線）[15]

### 4月
- 4月1日
  - ※運賃・料金等の改定については、日本の消費税増税（5%→8%）による改定を除く[注 2]。
※当年4月1日以外・1円単位の運賃導入・増税以外・値下げでの改定は記載。
  - JR各社
    - （制度改定） 自由席特急券・急行券の有効期間変更（2日→1日）[16]。

  - 東日本旅客鉄道
    - （路線廃止） 岩泉線 茂市駅 - 岩泉駅 (38.4km)（土砂崩れによる脱線事故のため2010年7月31日から不通）[17][18]
    - （駅廃止） 岩手刈屋駅、中里駅、岩手和井内駅、押角駅、岩手大川駅、浅内駅、二升石駅、岩泉駅（岩泉線）[17][18]
    - （制度制定） 仙台近郊区間
    - （制度改定） 東京近郊区間、新潟近郊区間（エリア拡大）
    - （Suica導入）[19][注 3]
（首都圏エリア）長坂駅、小淵沢駅、富士見駅、茅野駅、上諏訪駅、下諏訪駅、岡谷駅、塩尻駅、清里駅、野辺山駅、松本駅、上菅谷駅、常陸太田駅、常陸大宮駅、常陸大子駅
（新潟エリア）宮内駅、柏崎駅、直江津駅、小千谷駅、中条駅、坂町駅、村上駅
（仙台エリア）一ノ関駅、平泉駅、作並駅、山寺駅、山形駅、磐梯熱海駅、猪苗代駅、会津若松駅、喜多方駅、古川駅、鳴子温泉駅
※既存のエリアと上記の駅又は上記駅相互間に限る[注 4]。上記各駅はSuica定期券の発売、新規購入は不可、SFのみ使用可能。
    - （運賃改定） IC利用時、1円単位の運賃導入（Suicaエリア[注 5]が対象）[20]。

  - 日本貨物鉄道
    - （第二種鉄道事業廃止） 山陰本線 岡見駅 - 益田駅 (16.9km)
    - （第二種鉄道事業廃止） 山口線 新山口駅 - 益田駅 (93.9km)
    - （第二種鉄道事業廃止） 宇部線 宇部岬駅 - 宇部駅 (9.5km)
    - （第二種鉄道事業廃止） 美祢線 厚狭駅 - 重安駅 (22.3km)

  - 東京地下鉄[21]、ゆりかもめ[22]、東京急行電鉄（横浜高速鉄道管理のこどもの国線を含む）、小田急電鉄、京王電鉄、西武鉄道、東武鉄道、京浜急行電鉄、首都圏新都市鉄道、京成電鉄、北総鉄道、新京成電鉄、相模鉄道、東葉高速鉄道、東京都交通局（都電荒川線「バス扱い」のみ）（以上IC10種相互利用）、千葉都市モノレール（PASMO、Suicaのみ）
    - （運賃改定） IC利用時、1円単位の運賃導入（一部のPASMOエリアが対象[注 6]）。

  - 東京臨海高速鉄道、東京モノレール、伊豆急行、埼玉新都市交通、仙台空港鉄道（以上IC10種相互利用）
    - （運賃改定） ICカード利用時、1円単位の運賃導入（全Suicaエリア）

  - 東武鉄道
    - （路線愛称使用開始） 東武アーバンパークライン（野田線）[23]

  - 阪神電気鉄道
    - （駅名改称） 神戸三宮駅 ← 三宮駅（本線）
    - （駅ナンバリング導入） 全線全駅[24]

  - 山陽電気鉄道
    - （駅ナンバリング導入） 全線全駅[25]

  - 神戸電鉄
    - （駅ナンバリング導入） 全線全駅[26]

  - 阪堺電気軌道
    - PiTaPa導入[27][注 7]。

  - 大阪市交通局
    - （運賃改定）大阪市営地下鉄（1区のみ200円→180円に値下げ）[28]

  - 天竜浜名湖鉄道
    - （運賃改定）初乗り170円→200円の値上げ（消費税以外の値上げ）[29]。

  - 東京地下鉄
    - （周年） 東京メトロ創立10周年[30]。

  - 韓国鉄道公社
    - （周年） 韓国高速鉄道(KTX)開業10周年[31]。
- 4月29日
  -  長沙地下鉄
    - （開業） 長沙地下鉄2号線 (22.26km)

### 5月
- 5月1日
  - 函館市企業局
    - （運賃改定）初乗り200円→210円、2区220円→230円のみ改定（消費税改定）[32]。
- 5月6日
  - 
    - （周年）英仏海峡トンネル（ユーロトンネル）開業20周年。
- 5月10日
  -  上海軌道交通
    - （延伸） 12号線　天潼路-曲阜路
- 5月12日
  - 北海道旅客鉄道
    - （路線廃止） 江差線 木古内駅 - 江差駅 (42.1km)[33]
    - （駅廃止） 渡島鶴岡駅、吉堀駅、神明駅、湯ノ岱駅、宮越駅、桂岡駅、中須田駅、上ノ国駅、江差駅（江差線）[33]
- 5月24日
  -  ソウル市メトロ9号線
    - （新駅開業） 麻谷ナル駅（ソウル市メトロ9号線 新傍花駅 - 陽川郷校駅間）
- 5月30日
  -  寧波軌道交通
    - （開業） 寧波軌道交通1号線 (20.9km)

### 6月
- 6月1日
  - 横浜市交通局
    - （運賃改定） 横浜市営地下鉄、平均2.8％の値上げ（初乗り200円→206円「IC」・210円「切符」）
（消費税改定、IC利用時1円単位の運賃導入）[34]。

  - 東京都交通局
    - （運賃改定） 都営地下鉄（初乗り170円→174円「IC」・180円「切符」）、 日暮里・舎人ライナー（初乗り160円→165円「IC」・170円「切符」）
（消費税改定、IC利用時1円単位の運賃導入）[35]
- 6月15日
  - 西日本旅客鉄道・南海電鉄
    - （周年）関西空港線開業20周年[36]。
- 6月16日
  -  西安地下鉄
    - （延伸） 2号線　会展中心-韋曲南
- 6月21日
  -  KORAIL空港鉄道
    - （新駅開業） 青羅国際都市駅

- 6月25日
  - 名古屋鉄道
    - （周年） 創業120周年
- 6月30日
  -  KORAIL空港鉄道
    - （乗入開業） KTX黔岩駅・仁川国際空港駅

### 7月
- 7月1日
  - 日本貨物鉄道
    - （路線廃止） 東北本線貨物支線（北王子線） 田端信号場駅 - 北王子駅 (4.0km)[11]
    - （駅廃止） 北王子駅（北王子線）[11]

  - （会社名変更） 泉北高速鉄道 ← 大阪府都市開発
  - 西日本旅客鉄道・関西鉄道協会の事業者
    - 西日本旅客鉄道と関西鉄道協会に加盟する24事業者の路線で、優先席付近での携帯電話使用規制を緩和。混雑時以外電源オフにしなくてもよくなる[37]。
- 7月22日
  - ICカード導入各社・任天堂
    - （決済開始）Wii Uで交通系9種のICで決済可能になった（日本国内であれば、理論上どこでも決済可能。）[38]。
- 7月25日
  - トルコ国鉄
    - （開業）アンカラ・イスタンブール高速鉄道（英語版）[39]。
- 7月26日
  - ワシントン首都圏交通局
    - （開業）ワシントンメトロ　シルバーライン (ワシントンメトロ)（英語版）[40]。

### 8月
- 8月15日
  - KORAIL・ソウルメトロ
    - （周年） 韓国の地下鉄開業40周年
- 8月16日
  - 中華人民共和国鉄道部
    - （路線開業） 拉日鉄道　ラサ駅-シガツェ駅[41]
- 8月27日
  - モスクワ地下鉄
    - （新駅開業） タガーンスコ＝クラスノプレースネンスカヤ線 スパルタク駅)[42]

### 9月
- 9月1日
  - 名古屋市交通局
    - （運賃改定） 名古屋市営地下鉄（1区は200円据え置き、2区230円→240円の2区から5区が一律10円値上げ。消費税改定による）[43]

  - 名古屋ガイドウェイバス
    - （運賃改定） ガイドウェイバス志段味線（1区200円、2区220円は据え置き、3区240円→250円。消費税改定による）[44]
- 9月10日
  - 北海道旅客鉄道
    - （開発中止） 次世代の新型特急気動車（キハ285系）の開発中止を発表[45]。
- 9月16日
  - 中華人民共和国鉄道部
    - （路線開業） 杭長旅客専用線　長沙南駅-南昌西駅
- 9月21日
  - 近畿日本鉄道
    - （高架化） 近鉄奈良線 八戸ノ里駅 - 瓢簞山駅（上り線）[46]

### 10月
- 10月1日
  - （経営統合）とさでん交通←土佐電気鉄道・高知県交通・土佐電ドリームサービス[47]
  - 札幌市交通局
    - （運賃改定） 札幌市営地下鉄（1区は200円据え置き、2区240円→250円の2区から6区が一律10円値上げ）
（消費税改定）[48]

  - 東海旅客鉄道
    - （周年） 東海道新幹線開通50周年

  - ひたちなか海浜鉄道
    - （新駅開業） 高田の鉄橋駅（湊線 中根駅 - 那珂湊駅間）[49][50]

  - 東日本旅客鉄道
    - （suica導入）吾妻線・中之条駅、長野原草津口駅、万座・鹿沢口駅（首都圏Suica追加）、吾妻線全線東京近郊区間[注 8]に編入[51]。
    - （線路切換）吾妻線（八ッ場ダム建設による水没区間発生のために切換）、川原湯温泉駅が新線に移転。

  - ICカード導入各社・全日本空輸
    - （決済開始）国内航空線の機内販売で9種のICで決済可能になる。これで楽天Edyと合わせて10種になる。

- 10月6日
  - 名古屋臨海高速鉄道
    - （周年） あおなみ線開通10周年

  - 名古屋市交通局
    - （周年） 名城線環状化10周年
- 10月19日
  - 東日本旅客鉄道
    - （線路切換・駅移転）信越本線脇野田駅
- 10月25日
  - 東海旅客鉄道
    - （周年） 高山本線全線開通80周年

  -  京義電鉄線
    - （再開業） 江梅駅

### 11月
- 11月2日
  - パナソニック・旧小坂鉄道
    - 廃線1日復活チャレンジで単1形EVOLTA乾電池99本で走行（エボルタ電池鉄道）[52]。
- 11月9日
  - 東日本旅客鉄道
    - （駅移転）飯山線飯山駅
- 11月11日
  - ドバイ
    - （開業）ドバイトラム[53]
- 11月15日
  - 台北捷運
    - （開通）松山線 西門 - 松山　(8.5 km)
    - （駅名改称）南京復興駅 ← 南京東路駅
- 11月16日
  - 中華人民共和国鉄道部
    - （部分開業） 蘭新線第二複線（ウルムチ - ハミ 間 530 km）[54]

### 12月
- 12月1日
  - 阪堺電気軌道
    - （駅名改称） 新今宮駅前停留場 ← 南霞町停留場（阪堺線）[55]
- 12月3日
  - 智頭急行
    - （周年） 智頭急行智頭線開通20周年
- 12月6日
  - 仙台市交通局
    - ICカード「icsca」導入[注 9]。
- 12月9日
  -     - （開通） 国際貨物列車「義新欧鉄道」が開通。（11月18日浙江省・義烏市発の初の貨物便が21日かけてスペインマドリード駅に着）[56]

  - ICカード導入各社・任天堂
    - （決済開始）Newニンテンドー3DS・Newニンテンドー3DS LLで交通系9種類で決済可能になる（海外で可能になっても（サポート外であるが）、どの国でも円建て決済になる。）[57]。
- 12月10日
  - 中華人民共和国鉄道部
    - （路線延伸） 杭長旅客専用線　　南昌西駅-杭州東駅
- 12月16日
  - パリ交通公団
    - （開通） トラムT8
- 12月10日
  - 中華人民共和国鉄道部
    - （開業） 成綿楽旅客専用線　　綿陽駅-楽山駅 (318.4 km)
- 12月20日
  - 東日本旅客鉄道
    - （周年） 東京駅開業100周年
- 12月22日
  - 上信電鉄
    - （新駅開業） 佐野のわたし駅（上信線 南高崎 - 根小屋間）[58][59][60][61]
- 12月26日
  - 中華人民共和国鉄道部
    - （開業） 蘭新線第二複線（ウルムチ-蘭州間）[62]
    - （開業） 貴広鉄道(貴陽-広州)、南広鉄道(南寧-広州)
- 12月27日
  -  韓国鉄道公社
    - （延伸） 京義電鉄線 孔徳 - 龍山、これにともない中央電鉄線との乗り入れ開始。
    - （新駅開業） 元興駅（一山線 元堂 - 三松間）
- 12月28日
  -  香港鉄路有限公司
    - （延伸） 西港島線 上環 - 堅尼地城
    - （新駅開業） 西港島線 香港大学駅、堅尼地城駅[63][注 10]

  -  北京市地鉄運営 北京地下鉄
    - （運賃改定） 定額運賃制度を廃止[64]
    - （延伸） 北京地下鉄6号線 草房 - 潞城
    - （新規開通） 北京地下鉄7号線 北京西 - 焦化廠
    - （延伸） 北京地下鉄14号線 金台路 - 善各荘
    - （延伸） 北京地下鉄15号線 望京西 - 清華東

  -  鄭州鉄路局
    - （開業） 鄭開都市間鉄道（中国語版） 鄭州東 - 開封宋城路[65]

  -  青栄都市間鉄道有限責任公司
    - （開業） 青栄都市間鉄道 即墨 - 栄成

  -  上海軌道交通
    - （延伸） 上海軌道交通13号線 金沙江路 - 長寿路
    - （延伸） 上海軌道交通16号線 羅山路 - 竜陽路

  -  武漢地鉄集団有限公司
    - （延伸） 武漢地下鉄4号 武昌 - 黄金口

  -  無錫市軌道交通発展有限公司
    - （開業） 無錫地下鉄2号線 梅園開原寺 - 安鎮
- 12月30日
  - 中華人民共和国鉄道部
    - （開業） 貴開都市間鉄道 (62km)

  - 重慶軌道交通
    - （延伸） 重慶軌道交通1号線 大学城 - 尖頭坂
    - （延伸） 重慶軌道交通2号線 新山村 - 魚洞
    - （延伸） 重慶軌道交通6号線 五里店 - 茶園
- 12月31日
  - 広州有軌電車公司
    - （部分開業） 広州海珠環島新型有軌電車[66]

## 主なダイヤ改正

### 1月
- 1月20日
  - 札幌市交通局（地下鉄東豊線）[67]

### 2月
- 2月7日
  - 沖縄都市モノレール（沖縄都市モノレール線）（平日のみ）[68]

### 3月
- 3月1日
  - 東京地下鉄（丸ノ内線方南町支線）[69]
  - 東京都交通局（都電荒川線）[70]
  - 阪堺電気軌道[71]
  - 南阿蘇鉄道

- 3月15日[72]
  - JRグループ各社（北海道[73]、東日本[74]、東海[75]、西日本[76]、四国[77]、九州[78]、貨物[79]）
  - 小田急電鉄[80]
  - 箱根登山鉄道[81]
  - 東京急行電鉄（東横線、目黒線、池上線、東急多摩川線）[82]
  - 東京地下鉄（千代田線、半蔵門線、南北線、副都心線）[83]
  - 東京都交通局（地下鉄三田線、地下鉄大江戸線）[84]
  - 福岡市交通局（地下鉄空港線、地下鉄箱崎線）[85]
  - 東京臨海高速鉄道（りんかい線）[86]
  - 東葉高速鉄道[87]
  - 埼玉高速鉄道[88]
  - 流鉄[89]
  - 小湊鉄道
  - 関東鉄道（常総線）[90]
  - IGRいわて銀河鉄道[91]
  - 青い森鉄道[12]
  - 三陸鉄道（北リアス線）
  - 秋田内陸縦貫鉄道[92]
  - 仙台空港鉄道[93]
  - 山形鉄道
  - 由利高原鉄道[94]
  - 会津鉄道
  - 阿武隈急行
  - 福島交通[95]
  - ひたちなか海浜鉄道[96]
  - 鹿島臨海鉄道
  - 真岡鐵道
  - わたらせ渓谷鐵道[97]
  - 富士急行[98]
  - しなの鉄道[99]
  - 上田電鉄[100]
  - アルピコ交通[101]
  - 北越急行
  - のと鉄道
  - 伊豆急行
  - 岳南電車
  - 天竜浜名湖鉄道[102]
  - 明知鉄道
  - 東海交通事業（城北線）
  - 愛知環状鉄道[103]
  - 長良川鉄道
  - 伊勢鉄道[104]
  - 近江鉄道[105]
  - 北近畿タンゴ鉄道
  - 北条鉄道[106]
  - 智頭急行
  - 若桜鉄道
  - 井原鉄道[107]
  - 広島高速交通（アストラムライン）[108]
  - 錦川鉄道
  - 阿佐海岸鉄道
  - 土佐くろしお鉄道
  - 平成筑豊鉄道[109]
  - 甘木鉄道
  - 松浦鉄道[110]
  - 島原鉄道[111]
  - くま川鉄道[112]
  - 肥薩おれんじ鉄道

- 3月21日
  - 秩父鉄道[113]
  - 京福電気鉄道（嵐電）[114]
  - 大阪高速鉄道（大阪モノレール）[115]

- 3月22日
  - 西日本鉄道（天神大牟田線）[116]

- 3月26日
  - 大井川鐵道[117]

- 3月29日
  - 横浜市交通局（地下鉄グリーンライン）[118]
  - 万葉線[15]

### 4月
- 4月1日
  - 銚子電気鉄道[119]

- 4月4日
  - 横浜シーサイドライン（※平日の金曜日のみ）[120]

- 4月5日
  - 三陸鉄道（南リアス線　※全線運転再開）

- 4月6日
  - 三陸鉄道（北リアス線　※全線運転再開）

- 4月7日
  - 埼玉新都市交通（ニューシャトル）
  - 広島電鉄

- 4月27日
  - 相模鉄道（※新種別「特急」の導入など）[121]

### 6月
- 6月7日
  - 熊本市交通局（市電各線　※土曜ダイヤのみ）[122]

- 6月21日
  - 東京急行電鉄（田園都市線、大井町線、こどもの国線）[123]
  - 東京地下鉄（半蔵門線）[124]

- 6月28日
  - 神戸電鉄[125]

### 8月
- 8月30日
  - 北海道旅客鉄道[126]
  - 大阪市交通局（地下鉄千日前線）[127]

### 9月
- 9月1日
  - 東京都交通局（日暮里・舎人ライナー）[128]

- 9月21日
  - 近畿日本鉄道（内部線、八王子線、生駒鋼索線、西信貴鋼索線を除く）[129]
  - 伊賀鉄道[130]
  - 養老鉄道[131]
  - 京都市交通局（地下鉄烏丸線）[132]
  - 三岐鉄道（三岐線）

### 10月
- 10月1日
  - ひたちなか海浜鉄道（※高田の鉄橋駅の開業）[133]

- 10月18日
  - 西日本旅客鉄道
  - 南海電気鉄道（南海本線、空港線、高師浜線、多奈川線、加太線、和歌山港線）[134]

### 11月
- 11月8日
  - 京成電鉄[135]
  - 北総鉄道[136]
  - 芝山鉄道
  - 新京成電鉄（※平日ダイヤのみ）[137]
  - 京浜急行電鉄[138]
  - 東京都交通局（都営地下鉄浅草線）[139]

### 12月
- 12月1日
  - 津軽鉄道

- 12月22日
  - 上信電鉄[61]

## 災害・不通・事故・事件など
東日本大震災に関するものは東日本大震災による鉄道への影響も参照。

### 1月
- 1月3日
  - 東日本旅客鉄道・東海旅客鉄道
    - （沿線火災・一時不通） 山手線、京浜東北線、東海道本線、東海道新幹線（6:35頃、東京都千代田区有楽町のJR有楽町駅付近の商店から出火）[140]。
- 1月9日
  - いすみ鉄道
    - （運転再開） いすみ線 総元駅 - 上総中野駅 (4.6km) （西畑駅 - 上総中野駅間での列車脱線事故のため2013年12月28日から不通）[141]
- 1月11日
  - 銚子電気鉄道
    - （事故・不通） 銚子電気鉄道線 銚子駅 - 外川駅 (6.4km) （笠上黒生駅での列車脱線事故のため）[142]
- 1月18日
  - 九州旅客鉄道
    - （火災・駅舎焼失）久大本線 恵良駅舎が全焼。運行に支障はなし。[143]
- 1月21日
  - 北海道旅客鉄道
    - （処分） レール幅に関する検査データの改ざん問題で、2人の懲戒解雇をはじめ75人を処分[144]。
- 1月24日
  - 北海道旅客鉄道
    - （監督命令・事業改善命令） JR会社法に基づく監督命令と鉄道事業法による事業改善命令を正式に発令[145]。
- 1月26日
  - 銚子電気鉄道
    - （運転再開） 銚子電気鉄道線 銚子駅 - 外川駅 (6.4km) （笠上黒生駅での列車脱線事故のため1月11日から不通）[146]
- 1月27日
  -  林務局 阿里山森林鉄路
    - (運転再開) 阿里山線 竹崎駅 - 奮起湖駅（八八水災による大規模土砂災害のため2009年8月8日から不通）[147][148]
- 1月30日
  - 北海道旅客鉄道
    - （逮捕） 昨年の自動列車停止装置を破壊した元運転士を器物損壊罪で逮捕[149]。

### 2月
- 2月10日
  - 北海道旅客鉄道
    - （刑事告発） 鉄道事業法違反で法人として北海道警察に刑事告発[150]。
- 2月12日
  - 北海道旅客鉄道
    - （強制捜査） 北海道警察による強制捜査で、本社等数か所の家宅捜索[151]。
- 2月13日
  - 九州旅客鉄道
    - （事故）久大本線天ヶ瀬駅 - 杉河内駅間で、雪による倒木に列車が乗り上げ、脱線。1人けが[152]。
- 2月14日
  - 各社
    - （災害・不通） 平成26年の大雪により各地で路線不通。
- 2月15日
  - 東京急行電鉄
    - （事故・不通）（東急東横線元住吉駅追突事故）
- 2月23日
  - 東日本旅客鉄道
    - （事故・不通） 京浜東北線川崎駅付近で、桜木町発蒲田行回送電車が脱線横転（京浜東北線脱線転覆事故）[153]。

### 3月
- 3月7日
  - 阪急電鉄
    - （沿線火災・駅閉鎖） 阪急神戸本線十三駅で沿線火災、同線のホームが閉鎖[154]。
- 3月20日
  - 小湊鉄道
    - （運転再開） 小湊鉄道線 養老渓谷駅 - 上総中野駅 (4.2km) （2013年の台風26号による盛り土崩壊等のため2013年10月16日から不通）[155]
- 3月22日
  - 西日本旅客鉄道
    - （運転再開） 木次線 出雲横田駅 - 備後落合駅 (29.6km) （大雪のため2013年12月28日から不通）[156]

### 4月
- 4月1日
  - 東日本旅客鉄道
    - （災害・不通） 飯山線 戸狩野沢温泉駅 - 森宮野原駅 (22.2km) （桑名川駅 - 西大滝駅間で発生した土砂流出のため）[157]
- 4月5日
  - 三陸鉄道
    - （運転再開） 南リアス線 吉浜駅 - 釜石駅 (15.0km) （東日本大震災のため2011年3月11日から不通）[158]
- 4月6日
  - 三陸鉄道
    - （運転再開） 北リアス線 小本駅（現・岩泉小本駅） - 田野畑駅 (10.5km) （東日本大震災のため2011年3月11日から不通）[158]
- 4月13日
  - 九州旅客鉄道
    - （不祥事） 筑肥線 筑前前原発福岡空港行の電車で車掌が乗務中に私用携帯電話の使用が発覚[159]。
- 4月14日
  - 東日本旅客鉄道
    - （運転再開） 飯山線 戸狩野沢温泉駅 - 森宮野原駅 (22.2km) （桑名川駅 - 西大滝駅間で発生した土砂流出のため4月1日から不通）[157]
- 4月16日
  - 東京地下鉄
    - （不祥事） 当社社員がIC乗車券を悪用および着服・不正乗車が発覚[160]。
- 4月18日（ニュース掲載日）
  - 京阪電気鉄道
    - （補導）電車内で液体が入ったポリ袋を置いたとして、威力業務妨害で児童を補導[161]。
- 4月19日・4月21日
  - 東京地下鉄
    - （輸送障害） 銀座線 末広町駅 - 神田駅間でケーブル設置ミスで運行支障[162]。
- 4月24日
  - 個人
    - （事件・逮捕）夜行列車などの指定席券を転売、ダフ屋容疑で逮捕[163]。
- 4月29日
  - 西日本旅客鉄道
    - （不祥事・事件・逮捕）和歌山支社の運転士見習が女子高校生に性的暴行[164]。
- 4月30日
  - 東京都交通局
    - （不祥事） 浅草線の駅員がICで履歴を消すなどで不正乗車発覚、当該駅員を懲戒免職[165]。

### 5月
- 5月2日
  - ソウルメトロ
    - （事故）ソウルメトロ2号線上往十里駅（サンワンシムリ）で追突事故[166]。（詳細参照）

  - ニューヨーク市地下鉄
    - （事故）ニューヨーク市地下鉄F系統で脱線事故。19人が重軽傷。
- 5月15日以前（ゴールデンウィーク明け）
  - 東日本旅客鉄道
    - （復旧工事着手） 常磐線 駒ケ嶺駅 - 浜吉田駅（東日本大震災のため2011年3月11日から不通、従来より内陸側に移設、着手から3年程度で復旧予定）[167][168][169]
- 5月19日
  - 北海道旅客鉄道
    - （不祥事） 運転士が駅のホームで、北海道日本ハムファイターズの選手からサインをもらうために無断で列車を離れる[170]。

### 6月
- 6月1日
  - 東日本旅客鉄道
    - （運転再開） 常磐線 広野駅 - 竜田駅 (8.5km) （東日本大震災および福島第一原子力発電所事故のため2011年3月11日から不通）[171][172][173]
- 6月12日
  - 京福電鉄
    - （書類送検）太秦広隆寺駅構内で線路に侵入して寝そべる行為をTwitterで投稿により、軽犯罪法違反の非行事実で大学生ら2人を書類送検[174]。
- 6月19日
  - 小田急電鉄
    - （事故）（小田急小田原線相模大野駅構内列車脱線事故）[要出典][175]
- 6月21日
  - 九州旅客鉄道
    - （事故）（指宿枕崎線特急「指宿のたまて箱」脱線事故）

### 7月
- 7月9日
  - 東海旅客鉄道
    - （災害・不通） 中央本線 中津川駅 - 野尻駅 (28.2km)（台風8号に伴い長野県南木曽町で発生した土石流により南木曽駅 - 十二兼駅間で橋梁が流出したため）[176]
- 7月10日
  - 東海旅客鉄道
    - （災害・不通） 中央本線 野尻駅 - 上松駅 (17.7km)（前日の土石流被害による不通区間の拡大）[176]
- 7月11日
  - 東海旅客鉄道
    - （運転再開） 中央本線 中津川駅 - 坂下駅 (19.9km)（台風8号による被害のため7月9日から不通）[177]
- 7月12日
  - 東日本旅客鉄道・オムロン
    - （不祥事）駅の乗降客の映像を無断利用[178]。
- 7月14日
  - 東海旅客鉄道
    - （運転再開） 中央本線 野尻駅 - 上松駅 (17.7km)（台風8号による被害のため7月10日から不通）[179]
- 7月15日
  - モスクワ地下鉄
    - （事故）モスクワ市内のアルバーツコ＝ポクローフスカヤ線のスラビャンスキー・ブリバール駅付近で脱線事故[180]（英語版）。
- 7月19日
  - 西日本旅客鉄道
    - （運転再開） 三江線 江津駅 - 浜原駅 (50.1km) （大雨災害による橋梁及び橋桁流出のため2013年8月24日から不通）[181][182][183]
- 7月22日
  - 韓国鉄道公社
    - （事故）江原道太白市の太白線の太白駅と文曲駅間で通勤電車ムグンファ号と観光列車が衝突。1名が死亡[184]。
- 7月26日
  - 近畿日本鉄道
    - （事件・逮捕）三重県川越町の近鉄名古屋線の踏切内で「爆弾」と書いた貼紙を置く運行妨害、8月10日に容疑者逮捕[185]。

### 8月
- 8月6日
  - 東海旅客鉄道
    - （運転再開） 中央本線 坂下駅 - 野尻駅 (18.3km) （台風8号に伴う土石流による橋梁流出等のため7月9日から不通)[186][187]
- 8月10日
  - 西日本旅客鉄道
    - （運転再開） 山陰本線 須佐駅 - 奈古駅 (19.8km) （山口と島根での大雨による橋梁等流出のため2013年7月28日から不通）[188][189][190]
- 8月13日
  - レーティッシュ鉄道
    - （事故）グラウビュンデン州ティーフェンカステル近郊のアルブラ線で急行列車が地滑りにより3両が脱線[191]。（英語版）
- 8月14日
  - 東海旅客鉄道
    - （不祥事・事件・逮捕・処分・起訴）新幹線運転手が乗車券・自由席特急券の偽造が発覚、翌15日に警視庁に逮捕され、9月4日に詐欺未遂罪で起訴、9月25日に当該社員を懲戒解雇[192]。

- 8月20日
  - 西日本旅客鉄道
    - （災害・不通） 可部線 緑井駅 - 可部駅 (6.7km) （広島市内で発生した土砂災害による線路冠水等のため）[193]
    - （災害・不通） 芸備線 三次駅 - 広島駅 (68.8km) （広島市内で発生した土砂災害による線路への土砂流入のため）[193]
- 8月22日
  - 名古屋市交通局
    - （不祥事・処分）地下鉄鶴舞線の運転手が運転中にスマートフォンを使用で、停職6ヶ月の懲戒処分[194]。

  - 西日本旅客鉄道
    - （運転再開） 芸備線 三次駅 - 広島駅 (68.8km) （広島市内で発生した土砂災害による線路への土砂流入のため8月20日から不通）[195]
- 8月23日
  - 西日本旅客鉄道
    - （運転再開） 山口線 地福駅 - 津和野駅 (19.0km) （山口と島根での大雨による橋梁等流出のため2013年7月28日から不通）[188][189][196]

### 9月
- 9月1日
  - 西日本旅客鉄道
    - （運転再開） 可部線 緑井駅 - 可部駅 (6.7km) （広島市内で発生した土砂災害による線路冠水等のため8月20日から不通）[197]
- 9月2日
  - 大井川鐵道
    - （災害・不通） 井川線 接岨峡温泉駅 - 井川駅 (10.0km) （尾盛駅 - 閑蔵駅間における大雨の影響による土砂崩れのため）[198]
- 9月22日
  - 北海道旅客鉄道
    - （不祥事）根室本線で、特急スーパーおおぞら2号の乗務中にFacebookに投稿[199]。
- 9月25日
  - 名古屋市交通局
    - （浸水・一時不通）東山線名古屋駅で大雨による浸水[200]。

### 10月
- 10月3日
  - 北海道旅客鉄道
    - （不祥事）未成年者の保線作業員が飲酒運転で物損事故、同僚3人も同乗していた[201]。
- 10月7日
  - 東海旅客鉄道
    - （災害・不通） 東海道本線 富士駅 - 興津駅 (18.1km)（由比駅～興津駅間の土砂流入のため[202]）

### 11月
- 11月2日（報道発表日）
  - 北海道旅客鉄道、東日本旅客鉄道
    - （不祥事・事件・逮捕）JR東日本の契約社員がJR北海道の札幌駅で不正払い戻しにより詐欺未遂で逮捕[203]。
- 11月15日
  - 東海旅客鉄道
    - （感電事故・事件）東海道新幹線新横浜駅で当駅始発の「ひかり493号」の屋根に登り架線（25000V・60Hz）に触れて感電、停電により約9万人に影響[204]。
- 11月22日
  - 東日本旅客鉄道
    - （災害・不通） 大糸線 信濃大町駅 - 南小谷駅 (35.0km) （長野県神城断層地震による線路への土砂流入や液状化等のため）[205]

  - 西日本旅客鉄道
    - （災害・不通） 大糸線 南小谷駅 - 糸魚川駅 (35.3km) （長野県神城断層地震による液状化等のため）[205]
- 11月24日
  - 西日本旅客鉄道
    - （運転再開）  大糸線 平岩駅 - 糸魚川駅 (20.4km) （長野県神城断層地震による液状化等のため11月22日から不通）[205]
- 11月25日
  - 東日本旅客鉄道
    - （運転再開）  大糸線 信濃大町駅 - 白馬駅 (24.6km) （長野県神城断層地震による液状化等のため11月22日から不通）[205]
- 11月26日
  - 西日本旅客鉄道
    - （運転再開）  大糸線 南小谷駅 - 平岩駅 (14.9km) （長野県神城断層地震による液状化等のため11月22日から不通）[205]
- 11月29日
  - 信楽高原鐵道
    - （運転再開） 信楽線 貴生川駅 - 信楽駅 (14.7km) （平成25年台風第18号による橋梁流出等のため2013年9月16日から不通）[206][207]

### 12月
- 12月2日（報道発表日）
  - 東海旅客鉄道
    - （事件・逮捕）東海道線の清洲駅付近で、自転車を投げ入れる運行妨害で列車往来危険などの疑いで再逮捕[208]。
- 12月7日
  - 東日本旅客鉄道
    - （運転再開）  大糸線 白馬駅 - 南小谷駅 (10.4km) （長野県神城断層地震による線路への土砂流入や液状化等のため11月22日から不通）[209]
- 12月14日
  - 東京地下鉄
    - （不祥事・処分）アルコール検査を身代わりなどをする不正行為、12月10日付で関係した社員19人に懲戒処分[210]。
- 12月29日
  - 北海道旅客鉄道
    - （インシデント）キハ183-4562が電磁給排気の非常吐出締切コックが「閉」で、非常ブレーキが利かない状態で運行[211]。

## 鉄道車両

### 運転開始・運転終了・さよなら運転

#### 1月
- 1月2日
  - 台湾鉄路管理局
    - （運転開始） EMU800型[212]
- 1月18日
  - ゆりかもめ
    -  (運転開始) 　7300系電車　(新橋駅) - (豊洲駅)

#### 2月
- 2月16日
  - 東日本旅客鉄道
    - （運転開始） E233系（横浜線）[213]

#### 3月
- 3月14日
  - 東日本旅客鉄道
    - （定期運転終了） E3系（秋田新幹線「こまち」）- こまちはE6系に統一される。E3系は「つばさ」のみになる。
- 3月15日
  - 東日本旅客鉄道
    - （運転開始） E7系（2015年春の北陸新幹線金沢開業に先行して、東京 - 長野間に投入）[214]
    - （運転開始） EV-E301系（烏山線）

  - 青い森鉄道
    - （運転開始） 青い森703系
- 3月30日
  - 阪急電鉄
    - （運転開始） 1300系（2代）

#### 4月
- 4月6日
  - 名古屋鉄道
    - （さよなら運転）6000系（瀬戸線） - 瀬戸線は全車が4000系に統一される[215]。
- 4月28日
  - 北大阪急行電鉄
    - （運転開始） 9000形[216][217]

#### 5月
- 5月12日
  - 韓国鉄道公社
    - （運転開始）ITX-セマウル[218]
- 5月24日
  - 横浜新都市交通
    - (さよなら運転)　1000形　(シーサイドライン　新杉田駅 - 金沢八景駅)

#### 6月
- 6月23日
  - 四国旅客鉄道
    - （運転開始） 8600系（予讃線）[219]

#### 7月
- 7月18日
  - 東京モノレール
    - （運転開始） 10000形（東京モノレール羽田空港線）

#### 8月
- 8月23日
  - （定期運転終了） 205系（横浜線）

#### 10月
- 10月4日
  - 東日本旅客鉄道
    - （運転開始） E233系（南武線）[220]

#### 11月
- 11月30日
  - （さよなら運転） 371系（御殿場線）

#### 12月
- 12月6日
  - 東日本旅客鉄道
    - （運転開始） E129系（信越本線・羽越本線・上越線・越後線・白新線・弥彦線）[220]

  - ひたちなか海浜鉄道
    - （さよなら運転）キハ22形気動車[221]
- 12月20日
  - 西武鉄道
    - （さよなら運転）3000系電車（西武池袋線）
- 12月23日
  - 長良川鉄道
    - （さよなら運転）ナガラ1形[222]
- 12月28日
  - 由利高原鉄道
    - （さよなら運転）YR-1500形気動車[223]

### 新系列・新形式
- 北海道旅客鉄道
  - H5系電車
- 東日本旅客鉄道
  - E129系電車[220]
  - EV-E301系電車[224]
- 東日本旅客鉄道・西日本旅客鉄道
  - E7系・W7系新幹線電車
- 四国旅客鉄道
  - 8600系電車[225]
- 北大阪急行電鉄
  - 9000形電車
- 東京モノレール
  - 10000形電車
- ゆりかもめ
  - 7300系電車
- 箱根登山鉄道
  - 3000形電車

### 譲渡形式
- 能勢電鉄 ← 阪急電鉄
  - 6000系電車[226]

### 消滅形式
- 東日本旅客鉄道
  - E331系電車
- 横浜新都市交通
  - 1000形電車
- 東京地下鉄
  - 5000系電車
- 長崎電気軌道
  - 2000形電車
- 東海旅客鉄道
  - 371系電車
- 西武鉄道
  - 3000系

## 受賞
- ブルーリボン賞 - 近畿日本鉄道 50000系電車
- ローレル賞 - 東日本旅客鉄道 E6系電車、福井鉄道 F1000形電車
- グッドデザイン賞 - ゆりかもめ 7300系電車
- 日本鉄道賞
  - 大賞：「東海道新幹線の50年 〜「進化」へのたゆまぬ努力と着実な実績〜」（東海旅客鉄道）
  - 特別賞：「三陸の復興を願って! 地域の協力が実を結んだ公共交通の早期復旧」（三陸鉄道・東日本旅客鉄道）、「『鉄道×ヒーロー』で親子が鉄道をもっと好きになる!」（テレビ朝日・東映・東映エージエンシー『烈車戦隊トッキュウジャー』）

## その他
- 2014年問題 - 北陸新幹線開通に伴い、上越新幹線沿線で予想される観光・経済面での影響。
- 日本においては、2012年・2013年に引き続いて新規の鉄道路線開業のない年となった（災害復旧・事業者変更および施設移転による微小な延伸を除く）。
- 1月31日
  - 東日本旅客鉄道
    - 東日本大震災の影響で不通になっている山田線宮古駅 - 釜石駅間の路線と施設を復旧させたうえで、運営を三陸鉄道に移管することを沿線自治体等に提案[227]。
- 7月24日
  - 東日本旅客鉄道
    - 岩手県が山田線不通区間のうち、比較的被害が軽微であった宮古駅 - 豊間根駅間(15.4km)および鵜住居駅 - 釜石駅間(8.3km)の優先的復旧を視野にJRとの協議を進める方針を発表[228]。
- 12月24日
  - 東日本旅客鉄道・三陸鉄道
    - 岩手県と山田線不通区間沿線自治体が首長会議を開き、三陸鉄道への移管を受け入れる方針で合意[229]。